# Söjtör
Söjtör község Zala vármegyében, a Zalaegerszegi járásban.

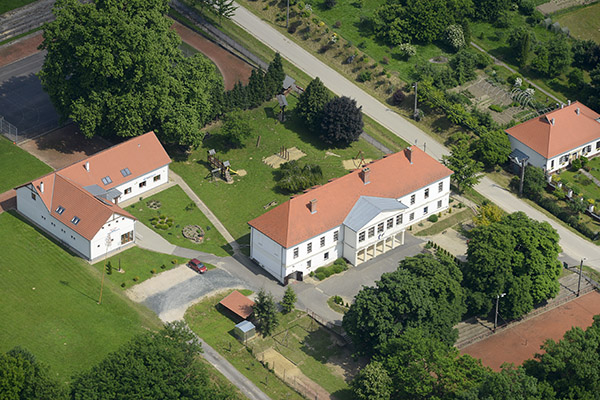
A Festetics-kastély légi felvételen, Söjtör

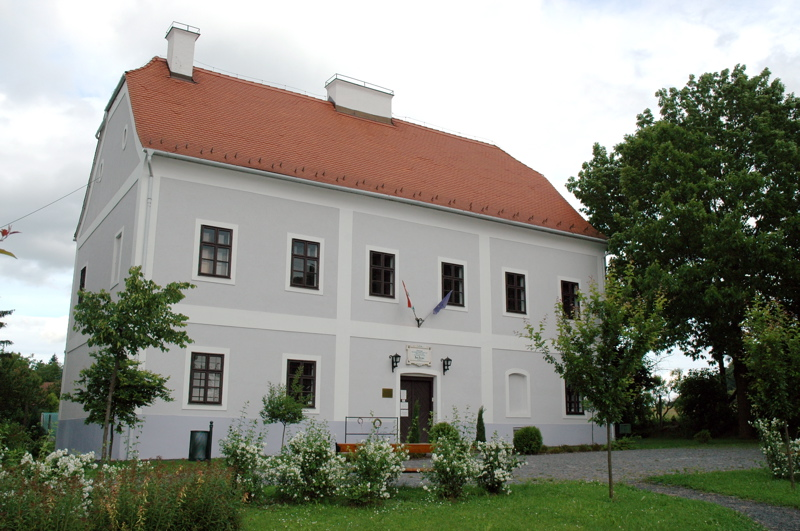
Deák Ferenc szülőháza Söjtörön.

## Fekvése
A vármegye középső részén, annak közel a súlypontjában helyezkedik el, a Zalai-dombságban, azon belül is az Egerszeg–Letenyei-dombság területén. Régi, jellegzetes szalagfalu-szerkezete a 20. század eleje óta mellékutcákkal is bővült. A község keleti oldalán jellegzetes zalai dombvidék húzódik, nyugati oldalán lapályos mezők és legelők találhatók.
A közvetlenül határos települések: északkelet felől Pölöske, délkelet felől Hahót, dél felől Pusztamagyaród, délnyugat felől Pusztaszentlászló, nyugat felől Tófej, északnyugat felől pedig Baktüttös és Bak.
A vármegye két megyei jogú városa, a megyeszékhely Zalaegerszeg és Nagykanizsa között közel félúton fekszik, előbbihez valamivel közelebb, nagyjából 20 kilométerre délre.

### Megközelítése
Közúton legegyszerűbben északról érhető el, a Keszthely–Rédics közt húzódó 75-ös főútról Bak előtt dél felé letérve, a 7536-os útra kanyarodva, s azon 8 kilométert haladva. Délről, Becsehely felől ugyanezen az úton Pusztaszentlászló után 3 kilométerre északra kezdődik Söjtör főutcája.
Keleti irányból, Hahót felől a község a 7535-ös úton érhető el, nyugati szomszédjával, Tófejjel pedig a 7544-es út köti össze. Északkeleti határszélét érinti még a 74-es főút is, de lakott területeit az elkerüli.
A településen a Zalaegerszeg–Borsfa–Nagykanizsa helyközi autóbuszjáratnak három megállóhelye van.
Vasútvonal (kevés híján) nem érinti; a legközelebbi vasúti csatlakozási lehetőséget a MÁV 23-as számú Rédics–Zalaegerszeg-vasútvonalán Tófej megállóhely kínálja, bő 4 kilométerre nyugatra.

## Története

### Az ősbirtokosok és leányági leszármazottjaik

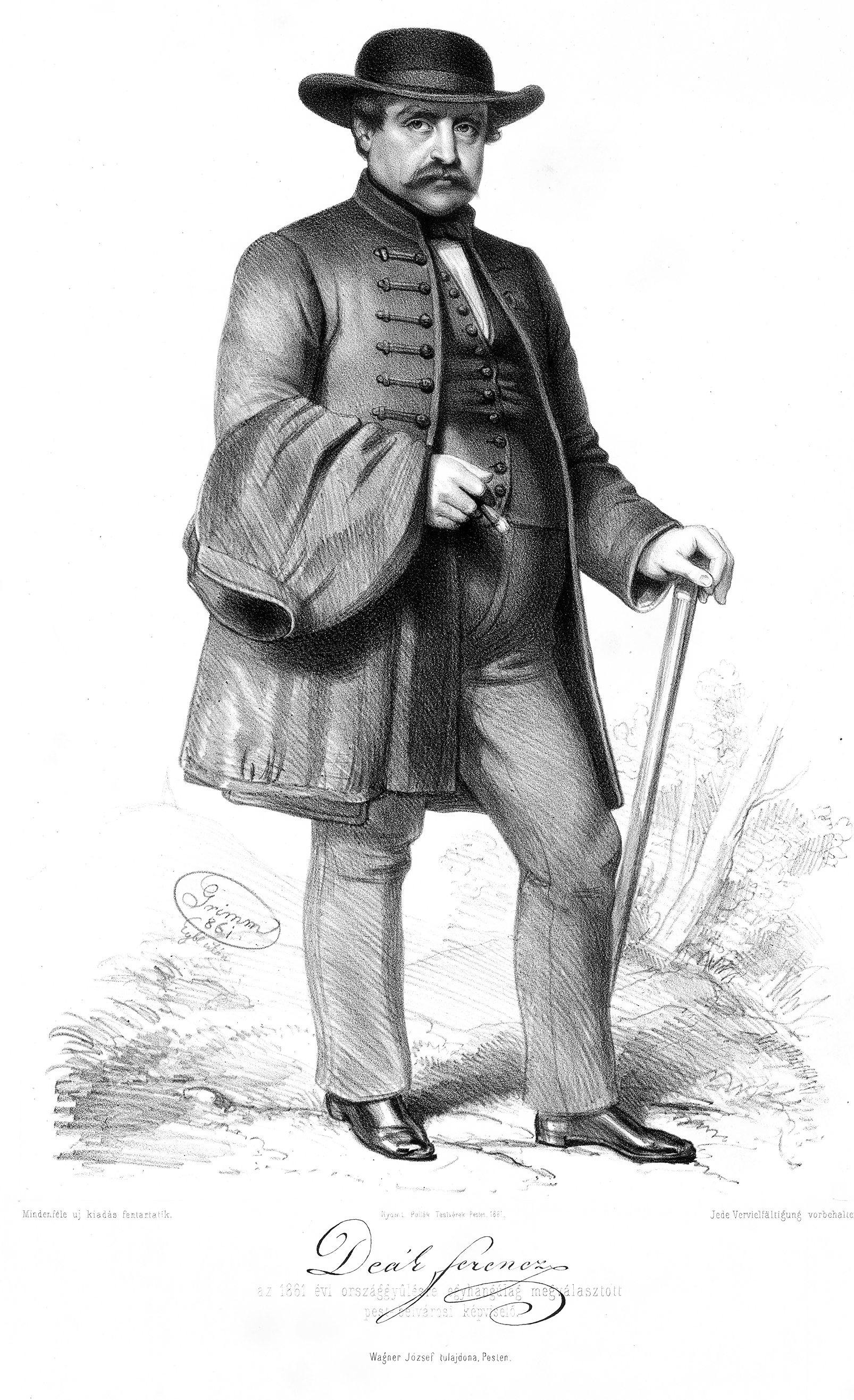
Deák Ferenc

A középkorban Hahóti és a Háshágyi család birtokosok voltak Söjtörön. Az első adat a Háshágyi családról söjtöri birtokosként 1499-ben kelt. Ekkor idézik perbe – már itteni birtokaikról – Háshágyi Dénest, Imrét, Istvánt és Jánost. A 17. században több nemesi család lakta a települést: köztük a mátai Mátay család és a petrikeresztúri Patay család. Később, a Séllyey család majd az 1650-es évek közepén jelent meg Söjtörön. Séllyey István volt az első, aki földet és jobbágyokat bírt a faluban a modern kori birtokos családok közül; felesége idősebb Patay István (fl. 1697–1724), teskándi, söjtöri és tófeji földbirtokos, esküdtnek és bánszegi Bán Erzsébet (1656–1736) asszonynak a lánya volt. Sélley István a hitvese Patay Judit révén jutott hozzá a szántókhoz, erdőkhöz, szőlőkhöz. Idősebb Patay István esküdtnek, földbirtokosnak, és Bán Erzsébetnek (1656–1736) volt egy Patay Erzsébet nevű leánya is, aki 1670 körül lett nemes Mátay Farkas felesége. A hozomány egy darab Söjtör, amelyet aztán a Mátayak szorgosan gyarapítanak, és így került ez a nemesi család a településre. (Ennek a forrásnak ellentmond az a tény, hogy Mátay Farkas és Patay Erzsébet gyermekei 1726 és 1739 között születtek, illetve özvegy Mátay Farkasné Patay Erzsébet 1743. szeptember 24-én feleségül ment nemes mikefai Czigány Péterhez.)
Az 1697-es úrbéri összeíráson, a három alsó-söjtöri nemes birtokos bánszegi Bán István, mátai Mátay és Gyenessy György voltak.
Évtizedekkel később, a nemesi származású pókafalvi Póka család leszármazottja, pókafalvi Póka Gábor és idősebb Patay István malmot és italmérő helyet építettek együtt a 18. század elején Söjtörön. Idősebb Patay István 1697 és 1724 között esküdt volt a kapornaki és az egerszegi járáson; neje nemes Bán Erzsébet (1656–1736), bánszegi Bán István (fl. 1690– 1697), söjtöri, tófeji, teskándi földbirtokos, és nemes Kerpacsis Dorottya (fl. 1690) leánya volt. A Patay család birtokos jogát Bán Erzsébetnek az anyai ági felmenőitől örökölte meg; Kerpacsics Katalin (fl. 1691) édesanyja csányi Csány Katalin (fl. 1666) úrnő, akinek a férje Kerpacsics István (fl. 1636-1657) zalaegerszegi várkapitány volt. Csány Katalin anyja Csány Imréné pölöskefői Eördögh Katalin volt, akinek az ősapja Háshágyi István (fl. 1440–1493), országbírói ítélőmester, földbirtokos, és egyben rokona Háshágyi Dénes (fl. 1483–1536), nagykanizsai várnagynak, valamint Háshágyi Imre (fl. 1536–1577), Zala vármegye alispánjának, akik a 15. században már bírtak földet  Söjtörön. Patay István és Bán Erzsébet egyik lánya Patay Éva úrnő, akinek a férje baranyavári Baranyay Mihály (1717–1771), az egerszegi várnagy volt. Póka Gábor söjtöri birtokos, és szenttamási Bertalan Klára lánya nemes Sümeghy Ferenc táblabíróné pókafalvi Póka Marianna (1728–1797) volt. Házasságukkal a lovászi és szentmargitai Sümeghy család is lett birtokos a településen. Sümeghy Ferenc és Póka Marianna fia lovászi és szentmargitai Sümeghy József (1757–1832), Zala vármegye alispánja, királyi tanácsos, a zalai aulikusok egyik vezetője Söjtörön lett birtokos és végül ott is hunyt el.
Patay István és Bán Erzsébet fia ifjabb Patay István (fl. 1738–1752), söjtöri birtokos, aki 1738 és 1745 között esküdt volt a kapornaki járáson, majd 1746 és 1752 között a kapornaki járás alszolgabirája volt. Ifjabb Patay István feleségül vette derecskei Derecskey Erzsébet (fl.1745–1776) kisasszonyt, és egyik gyermekük petrikeresztúri Patay András (1719–1781), zalai esküdt, söjtöri földbirtokos, a másik petrikeresztúri Patay László (1738–1795), söjtöri birtokos volt. Patay Lászlónak a felesége az alsó-hahóti születésű baranyavári Baranyay Anna Terézia (1760–1823), több ivadékkal áldotta meg: Patay Katalin (1782–1826), aki tubolyszegi Tuboly Gábor (1784–1841) ügyvédnek a neje, Patay József István (1789–1820), zalai tiszteletbeli esküdt, söjtöri birtokos, és Patay Rozália (1779–1845), nemesnépi Marton György (1767–1843) táblabírónak, alszolgabirónak a felesége. Patay Rozália úrnő házasságával, a nemesnépi Marton család is jutott földbirtokhoz és jobbágyokhoz Söjtörön. A szenttamási Bertalan családnak a sarja, Bertalan Tamás (1787–1827) úr, táblabíró, szintén söjtöri földbirtokos volt; tágas kúriájában lakott feleségével, nagymádi és várbogyai Bogyay Anna Mária (1790–1833) asszonnyal. A településen a francia származású nemes Lochuh család szintén jelentős szerepet játszott: Lochuch László (1763–1801) 1786. július 14.-e és 1790. április 7.-e között, majd 1795. május 4.-étől haláláig, 1801. augusztus 12.-éig a zalaegerszegi járás főszolgabírája volt. Lochuh László feleségül vette 1791. december 18.-án Zalaboldogfán hertelendi Hertelendy Klárát (1763–1816), boldogfai Farkas Lajos (1750–1779) földbirtokos özvegyasszonyát. Hertelendy Klára egyébként hertelendi Hertelendy Boldizsár és nemes Foky Erzsébet leánya volt.
A hertelendi és vindornyalaki Hertelendy család szintén a jelentős söjtöri földbirtokosok közé tartozott. Deák Gáborné Hertelendy Anna úrnő örökölte az édesapja egész vagyonát, a söjtöri birtokot beleértve. Később, Deák Gábor és Hertelendy Anna fiai, idősebb Deák Ferenc és öccse Deák József 1803. május 24-én Kehidán szerződést kötöttek a földbirtokai felosztása ügyében: a legidősebb testvérnek jutott a söjtöri és a tófeji nemesi „udvarhey”, a hozzátartozó majorsági és úrbéres földekkel, rétekkel és szőlőkkel, és a legfiatalabbnak viszont a tárnoki és a hahóti birtok a muraközi szőlőkkel.

### Az új birtokosok
Az 1728-tól III. Károly magyar király kegyéből zalabéri előnévvel és nemességgel megtisztelt Horváth Ferenc (1675–1732), huszárkapitány, majd leszármazottai onnantól (a korábban említett a Hahótok és Hásságyiak leszármazottjai mellett) a harmadik erős tényezőt jelenti a Söjtör birtokviszonyaiban és viszályaiban. Már 1725-ben megkísérli az új földesúr, hogy a maga javára rendezze át az erőviszonyokat. 1739-ben a szenttamási Bertalan családból való szenttamási Bertalan Ferenc perli a korábban zalabéri Horváth Ferencnek a fiát, zalabéri Horváth Zsigmondot (1704–1749), mert nem hajlandó visszaadni azt az elzálogosított söjtöri birtokot, amelyet még a felperes apja és bátyja, szenttamási Bertalan György és Bertalan Ádám engedtek át a kiváltásig zalabéri Horváthnak. Hatszáz forint volt az összeg, amelyet az alperes apjának, Horváth Ferencnek a jogért fizetnie kellett volna és fizetett is, mint azt fia az irat bemutatásával hitelesen bizonyítja. Zalabéri Horváth Zsigmondnak nejétől nemes Hartwig Rozáliától született egyik fia, zalabéri Horváth József (1740–1793), Zala vármegye alispánja, királyi tanácsos, aki jómódú földbirtokos volt és Zalabéren lakott.
A söjtöri birtokok zalabéri Horváth József és ledeniczi Ugronovics Franciska (1747–1814) egyik unokája kezébe került: zalabéri Horváth Ede (1799–1857), császári és királyi kamarás, földbirtokos, építtetett kastélyt Söjtörön az 1820-as években. Birtokát azonban 1839-ben elcserélte unokatestvére, gróf Festetics Bennó (1812–1872) baltavári kastélyával, aki ez úton próbált megszabadulni addig felhalmozott adósságaitól. Festetics Bennónak a szülei gróf tolnai Festetics János (1781–1815), földbirtokos és zalabéri Horváth Franciska (1777–1814) voltak. Festetics Bennó anyagi gondjait a birtokcsere azonban csak átmenetileg oldotta meg és ezért 1847 körül söjtöri birtokát eladta bátyjának, gróf Festetics Sándornak (1805–1877), táblabírónak, akinek a lánya gróf Festetics Mária (1839–1923) csillagkeresztes hölgy, Erzsébet királyné udvarhölgye, a bajor királyi Terézia-rend tiszteletbeli hölgye; ezután gyerekkorát, Festetics Mária grófnő Söjtörön töltötte. A Festetics család birtokolta a községben található főkastélyt.

### A 20. század földbirtokosai
1892-ben a legnagyobb földbirtokosok nyirlaki Tarányi Ferenc, a söjtöri Deák-birtok örököse, akinek a nagynénje, a gyermektelenül elhunyt nyirlaki Tarányi Józsefné kehidai Deák Klára (1793–1859) volt, a haza bölcse nővére. Továbbá, lovászi és szentmargitai Sümeghy Ferenc (1819–1869) országgyűlési képviselő özvegye, Séllyey Magdolna (1822–1901) asszony, akinek mind édesapja Séllyey Elek, mind férje, kehidai Deák Ferenc közeli barátja volt; úgyszintén, Deák Ferenc kortársa, nemesnépi Marton Pál (1806–1893), és maga tolnai Festetics Mária grófnő is. Nemesnépi Marton Pál söjtöri földbirtokos és nagyrákosi Fölnagy Klára (1818–1897) frigyéből született: nemesnépi Marton György (1853–1900), söjtöri földbirtokos, Zala vármegye bizottsági tag, a Zalamegyei nemesi pénztári választmányi tag, a zalaegerszegi járás állandó gazdasági tudósító, nemesnépi Marton Rozália (1855–1933), valamint nemesnépi Marton László (1857–1915), Zala vármegye főpénztárnoka, söjtöri földbirtokos.
A 19. század végén és a 20. század első két évtizedében, a kastélyban gyakran voltak vendégségben zalai nemesek, aki jó baráti viszonyt ápoltak a Festetics családdal; köztük található volt pl.: séllyei Séllyey Elek alispán, Sümeghy Ferenc és később, lányának, boldogfai Farkas Józsefné lovászi és szentmargitai Sümeghy Rozália (1857–1924) fiai, boldogfai Farkas Tibor, boldogfai Farkas Dénes, valamint barátjuk, miskei és monostori dr. Thassy Kristóf (1887–1963), nemesnépi Marton Pál lánya, nemesnépi Marton Róza (1855–1933), felsőeőri Fábián Rozália (1842–1917) úrhölgy, Pajthy Emília és nyírlaki Tarányi Ferenc főispán. Utolsó tulajdonosa a kastélynak gróf Festetics Sándor (1876–1944), Mária grófnő unokaöccse (aki, testvérének, Festetics Viktornak a fia volt).
1924-ben boldogfai Farkas Tibor országgyűlési képviselő, földbirtokos édesanyja, boldogfai Farkas Józsefné lovászi és szentmargitai Sümeghy Rozália elhunyt, és azután a Sümeghy család söjtöri földbirtokai felosztásra kerültek; az egykori Sümeghy féle kúria Söjtörön Farkas József és három gyermeke örökölte.

## Közélete

### Polgármesterei
- 1990–1994: Nátrán János (független)[15]
- 1994–1998: Nátrán János (független)[16]
- 1998–2002: Hegedűsné Bakos Marietta (független)[17]
- 2002–2006: Tamás Kálmánné (független)[18]
- 2006–2010: Baksa István (független)[19]
- 2010–2014: Baksa István (független)[20]
- 2014–2016: Könyves Gábor (független)[21]
- 2016–2019: Könyves Gábor (független)[22]
- 2019–2024: Könyves Gábor (független)[23]
- 2024– : Könyves Gábor (független)[1]

A településen 2016. április 17-én időközi polgármester-választást (és képviselő-testületi választást) tartottak, az előző képviselő-testület önfeloszlatása miatt. A választáson a hivatalban lévő polgármester is elindult, és meg is erősítette pozícióját.

## Népesség
A település népességének változása:
| Lakosok száma | 1461 | 1450 | 1450 | 1402 | 1434 | 1420 | 1440 |
|               | 2013 | 2014 | 2015 | 2021 | 2022 | 2023 | 2024 |

A 2011-es népszámlálás idején a nemzetiségi megoszlás a következő volt: magyar 91,6%, cigány 7,5%, német 0,67%. A lakosok 70,2%-a római katolikusnak, 1,2% reformátusnak, 1,6% evangélikusnak, 7,2% felekezeten kívülinek vallotta magát (19,6% nem nyilatkozott).
2022-ben a lakosság 89,9%-a vallotta magát magyarnak, 3,1% cigánynak, 0,8% németnek, 0,3% ukrán, 0,3% szlovén, 0,1-0,1% románnak, lengyelnek és bolgárnak, 2% egyéb, nem hazai nemzetiségűnek (9,2% nem nyilatkozott; a kettős identitások miatt a végösszeg nagyobb lehet 100%-nál). Vallásuk szerint 46% volt római katolikus, 1% evangélikus, 0,9% református, 0,8% görög katolikus, 0,4% egyéb keresztény, 0,9% egyéb katolikus, 9,9% felekezeten kívüli (39,9% nem válaszolt).

## Nevezetességei
- Szent Jakab-templom

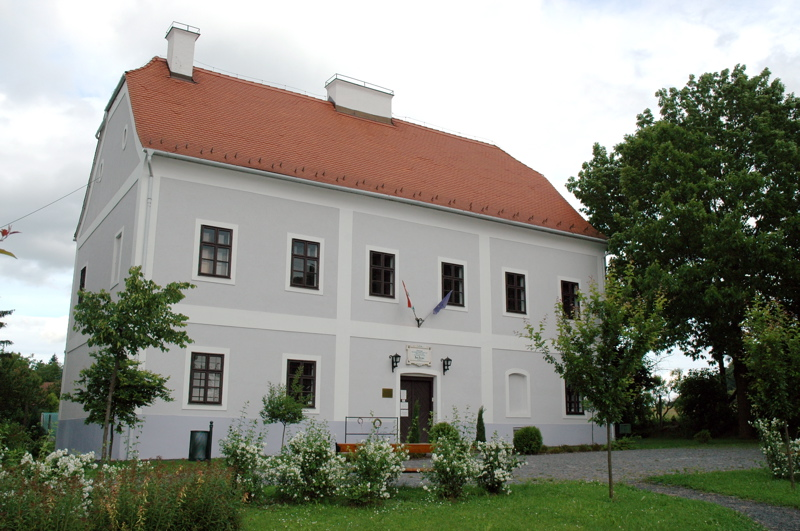
A Deák-kúria

- Deák-kúria – Deák Ferenc szülőházaként ismert, bár 1803. október 17-én Deák Ferenc, „a haza bölcse” a mellette álló régi kis házban született, mert a kúriában akkor éppen építési munkálatok zajlottak. A kúriát 1785 környékén építtette Deák Ferenc apja.
- Deák-kút
- Festetics-kastély – A Festetics család 1820 körül klasszicista stílusban épült kastélya, ma általános iskolaként működik.
- Turul-szobor[27]
- Minden évben megrendezésre kerülő (2010 óta) plein-air festőtábor a faluban

## Híres emberek

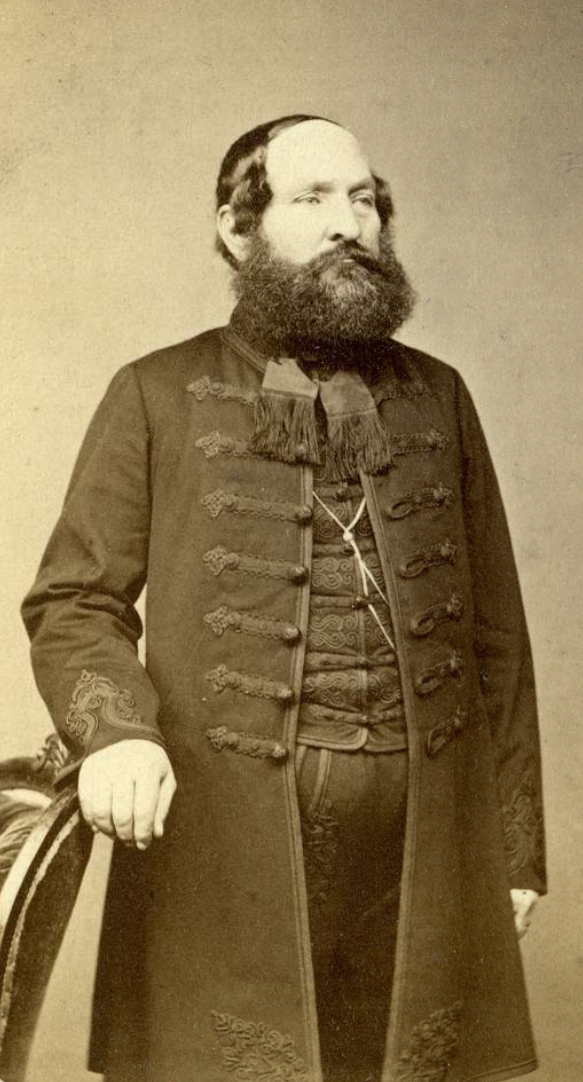
Lovászi és szentmargitai Sümeghy Ferenc (1819–1869) jogász, földbirtokos, politikus, főszolgabíró, a Deák-párt országgyűlési képviselője.

- Itt lakott, földbirtokos volt és elhunyt lovászi és szentmargitai Sümeghy József (1757–1832), Zala vármegye alispánja, királyi tanácsos, a zalai aulikusok egyik vezetője.
- Itt lakott, földbirtokos volt és elhunyt séllyei Séllyey Elek (1788–1850), zalai alispán, a Dunántúli Kerületi Tábla ülnöke.
- Itt született 1789. április 15-én Deák Antal (1789–1842) magyar államférfi, jogász, zalai alispán, országgyűlési követ.
- Itt született 1803. október 17-én Deák Ferenc (1803–1876) magyar államférfi, az 1867-es kiegyezés előmozdítója, igazságügy-miniszter, jogász, országgyűlési követ.
- Itt született 1819. október 19-én lovászi és szentmargitai Sümeghy Ferenc (1819–1869) Deák-párti országgyűlési képviselő.
- Itt lakott, földbirtokos volt és elhunyt gróf tolnai Festetics Mária (1839–1923), aki Erzsébet királyné udvarhölgye.
- Itt lakott, földbirtokos volt és elhunyt boldogfai Farkas József (1857–1951) politikus, jogász, a Katolikus Néppárt országgyűlési képviselője, Zala vármegyei közigazgatási bizottságának a tagja.

## A település az irodalomban
- Érintőlegesen szerepel a település Bödőcs Tibor humorista első regényében, a zalai vidéki helyszínek sokaságát felvillantó Meg se kínáltak című kötetben (a 16. és a 28. fejezetben).